# Bernard Samson
Bernard Samson (Plancoët, Francia; 12 de diciembre de 1958 – 11 de junio de 2025) fue un futbolista francés que jugó en las posiciones de defensa y centrocampista.

## Equipos
| Periodo   | Club                    |
| --------- | ----------------------- |
| 1980–1986 | Rennes                  |
| 1985–1986 | → SC Abbeville (cedido) |
| 1986–1987 | EA Guingamp             |
| 1987–1993 | Stade léonard Kreisker  |
| 1993-1994 | La Léhonnaise Football  |

## Logros
- División 2 de Francia (1): 1983
- División 4 de Francia (1): 1981[2]